# For You (Bruce Springsteen)
For You è una canzone del cantautore statunitense Bruce Springsteen, pubblicata nel 1973 sul suo album di debutto, Greetings from Asbury Park, N.J..

## Storia
For You fu una delle canzoni composte da Springsteen fatte ascoltare a Mike Appel e Jim Cretecos, i suoi futuri manager, nel decisivo provino del 14 febbraio del 1972. La canzone fu registrata in studio nel giugno del 1972 con David Sancious al pianoforte e all'organo, Vini Lopez alla batteria e Garry Tallent al basso. Nel 1973 fu pubblicata come lato B del 45 giri di Spirit in the Night.
Fu suonata spesso dal vivo per tutti gli anni settanta per poi scomparire con l'ingresso in scaletta di nuove canzoni dopo il The River Tour. Fu ripresa quasi vent'anni dopo nel Reunion Tour del 1999 per poi entrare in seguito tra i brani scelti a rotazione da Springsteen nel suo corposo repertorio.

## La canzone
For You è un primo tentativo del cantautore di scrivere una canzone d'amore e una delle poche considerate in qualche modo autobiografiche da Springsteen stesso. Fu composta nell'inverno del 1972 dopo un periodo di crisi con Diane Lozito, la sua fidanzata dell'epoca.

## Cover
Dopo aver portato al successo altre due canzoni si Springsteen provenienti dal suo album di debutto, Blinded by the Light e Spirit in the Night, il gruppo Manfred Mann's Earth Band realizzò una sua versione di For You per l'album Chance del 1980.

## Discografia
- 1973 – Bruce Springsteen, Greetings from Asbury Park, N.J., LP, Columbia Records KC 31903
- 1973 – Bruce Springsteen, Spirit in the Night / For You, 45gg, Columbia Records 4-45864
- 1980 – Manfred Mann's Earth Band, Chance, LP, Bronze Records BRON 529
- 1987 – Bruce Springsteen and the E Street Band, Live Collection, EP, CBS/Sony 20AP 3326, Giappone, dal vivo, registrata durante il Darkness Tour il 7 luglio 1978 al Roxy Theatre di West Hollywood
- 2006 – Bruce Springsteen and the E Street Band, Hammersmith Odeon London '75, CD (doppio), Columbia Records 82876 77995 2, dal vivo, registrata all'Hammersmith Odeon di Londra nell'autunno del 1975